# Cámara de Representantes
Cámara de Representantes es el nombre utilizado para designar a la cámara baja del Parlamento o Congreso Nacional de diversos países. Así mismo es el nombre dado al parlamento unicameral de ciertos estados.

## Cámaras bajas de Parlamentos Bicamerales
- Cámara de Representantes de Antigua y Barbuda.
- Cámara de Representantes de Australia.
- Cámara de Representantes de Bélgica.
- Cámara de Representantes de Belice.
- Cámara de Representantes de Bosnia.
- Cámara de Representantes de Colombia.
- Cámara de Representantes de los Estados Unidos.
- Cámara de Representantes de Fiyi.
- Cámara de Representantes de Filipinas.
- Cámara de Representantes de Granada.
- Cámara de Representantes de Jamaica.
- Cámara de Representantes de Jordania.
- Cámara de Representantes de Japón.
- Cámara de Representantes de Liberia.
- Cámara de Representantes de Malasia.
- Cámara de Representantes de Nepal.
- Cámara de Representantes de Nigeria.
- Cámara de Representantes de Puerto Rico.
- Cámara de Representantes de Tailandia.
- Cámara de Representantes de Trinidad y Tobago.
- Cámara de Representantes del Uruguay.
- Cámara de Representantes de Yemen.

## Parlamentos unicamerales
- Cámara de Representantes de Chipre.
- Cámara de Representantes de Indonesia.
- Cámara de Representantes de Malta.
- Cámara de Representantes de Nueva Zelanda.